# بلوار (فیلم ۱۹۶۰)
بلوار (انگلیسی: Boulevard) فیلمی به کارگردانی ژولین دوویویه است که در سال ۱۹۶۰ منتشر شد. از بازیگران آن می‌توان به ژان‌پیر لئو اشاره کرد.